# Кеннеди, Алекс
Алекс Кеннеди (англ. Alex Kennedy; род. 13 октября 1992, Рангиора, Кентербери) — новозеландский гребец, выступавший за сборную Новой Зеландии по академической гребле в 2012—2017 годах. Двукратный чемпион мира среди молодёжи, призёр этапов Кубка мира, участник летних Олимпийских игр в Рио-де-Жанейро.

## Биография
Алекс Кеннеди родился 13 октября 1992 года в городском поселении Рангиора, Новая Зеландия.
Заниматься академической греблей начал в 2007 году, проходил подготовку в гребных клубах Уаикато и Те-Авамуту.
Впервые заявил о себе в гребле на международной арене в сезоне 2012 года, выиграв бронзовую медаль в распашных рулевых четвёрках на молодёжном мировом первенстве в Тракае.
В 2013 году в восьмёрках одержал победу на молодёжном чемпионате мира в Линце и, попав в основной состав новозеландской национальной сборной, дебютировал в Кубке мира, в частности стал четвёртым на этапе в Сиднее.
В 2014 году в восьмёрках выиграл бронзовую медаль на этапе Кубка мира в Сиднее, был лучшим на молодёжном мировом первенстве в Варезе.
В 2015 году в той же дисциплине взял бронзу на этапе Кубка мира в Люцерне, в то время как на взрослом чемпионате мира в Эгбелете оказался четвёртым.
Благодаря череде удачных выступлений удостоился права защищать честь страны на летних Олимпийских играх 2016 года в Рио-де-Жанейро. В программе восьмёрок сумел выйти в главный финал А и в решающем заезде пришёл к финишу шестым.
После Олимпиады в Рио Кеннеди ещё в течение некоторого времени оставался в составе гребной команды Новой Зеландии и продолжал принимать участие в крупнейших международных регатах. Так, в 2017 году в безрульных двойках он стартовал на двух этапах Кубка мира, отметился выступлением на чемпионате мира в Сарасоте, где в зачёте безрульных четвёрок смог квалифицироваться лишь в утешительный финал В и расположился в итоговом протоколе на 12 строке.